# Malpighia phillyreifolia
Malpighia phillyreifolia är en tvåhjärtbladig växtart som beskrevs av F. K. Meyer. Malpighia phillyreifolia ingår i släktet Malpighia och familjen Malpighiaceae. Inga underarter finns listade i Catalogue of Life.